# Giancarlo Cornaggia-Medici
Giancarlo Cornaggia-Medici   (Milà, 16 de desembre de 1904 - Milà, 23 de novembre de 1970) fou un tirador d'esgrima italià, guanyador de cinc medalles olímpiques.

## Biografia
Va néixer el 16 de desembre de 1904 a la ciutat de Milà, població situada a la Llombardia, que en aquells moments formava part del Regne d'Itàlia i que avui dia forma part de la República Italiana. Va morir el 23 de novembre de 1970 a la seva residència de Milà.

## Carrera esportiva
Va participar, als 23 anys, en els Jocs Olímpics d'Estiu de 1928 realitzats a Amsterdam (Països Baixos), on va aconseguir guanyar la medalla d'or en la prova per equips d'espasa. En els Jocs Olímpics d'Estiu de 1932 realitzats a Los Angeles (Estats Units) aconseguí guanyar la medalla d'or en la prova individual i fou medalla de plata en la prova per equips. En els Jocs Olímpics d'Estiu de 1936 realitzats a Berlín (Alemanya nazi) guanyà la medalla de plata en la prova per equips i fou medalla de bronze en la prova individual.
Al llarg de la seva carrera guanyà quatre medalles en el Campionat Internacional, precedent del Campionat del Món d'esgrima, entre elles dues medalles d'or.